# Kaliella hongkongensis
Kaliella hongkongensis é uma espécie de gastrópode  da família Helicarionidae.
É endémica de Hong Kong.